# Provozní prohlídka výtahu
Provozní prohlídka výtahu je dle ČSN 27 4002 prohlídka stavu viditelných částí a ověření správné funkce výtahu za účelem pravidelného prověřování bezpečnosti a provozní způsobilosti výtahu.

## Kdo provádí
Provozní prohlídky provádí dozorce výtahu jmenovaný vlastníkem či provozovatelem výtahu (osoba starší 18 let, odborně a zdravotně způsobilá) nebo na základě smlouvy pracovník servisní firmy.

## Lhůty
- Výtahy určené k dopravě osob, nákladů nebo osob a nákladů - 2 týdny
- Malé nákladní výtahy - 4 týdny

## Ostatní
Provozní prohlídky se provádí pouze u výtahů instalovaných před účinností Nařízení vlády č. 27/2003 Sb. kterým se stanovují technické požadavky na výtahy tj. před 1.5.2004. U výtahů instalovaných po tomto datu se lhůty provozních prohlídek nestanoví.